# Maladroit
Maladroit è il quarto album in studio dei Weezer, pubblicato il 14 maggio 2002 dalla Geffen Records.

## Tracce
1. American Gigolo – 2:42
2. Dope Nose – 2:17
3. Keep Fishin' – 2:52
4. Take Control – 3:05
5. Death and Destruction – 2:38
6. Slob – 3:09
7. Burndt Jamb – 2:39
8. Space Rock – 1:53
9. Slave – 2:53
10. Fall Together – 2:01
11. Possibilities – 2:00
12. Love Explosion – 2:35
13. December – 2:59

## Formazione
- Rivers Cuomo - voce, chitarra solista
- Brian Bell - chitarra ritmica
- Scott Shriner - basso
- Patrick Wilson - batteria, percussioni

## Classifiche
| Classifica (2002) | Posizione massima |
| ----------------- | ----------------- |
| Australia         | 11                |
| Austria           | 22                |
| Canada            | 2                 |
| Finlandia         | 11                |
| Francia           | 42                |
| Germania          | 29                |
| Giappone          | 7                 |
| Norvegia          | 4                 |
| Paesi Bassi       | 95                |
| Regno Unito       | 16                |
| Stati Uniti       | 3                 |
| Svezia            | 22                |
| Svizzera          | 44                |